# Estudi de Méliès

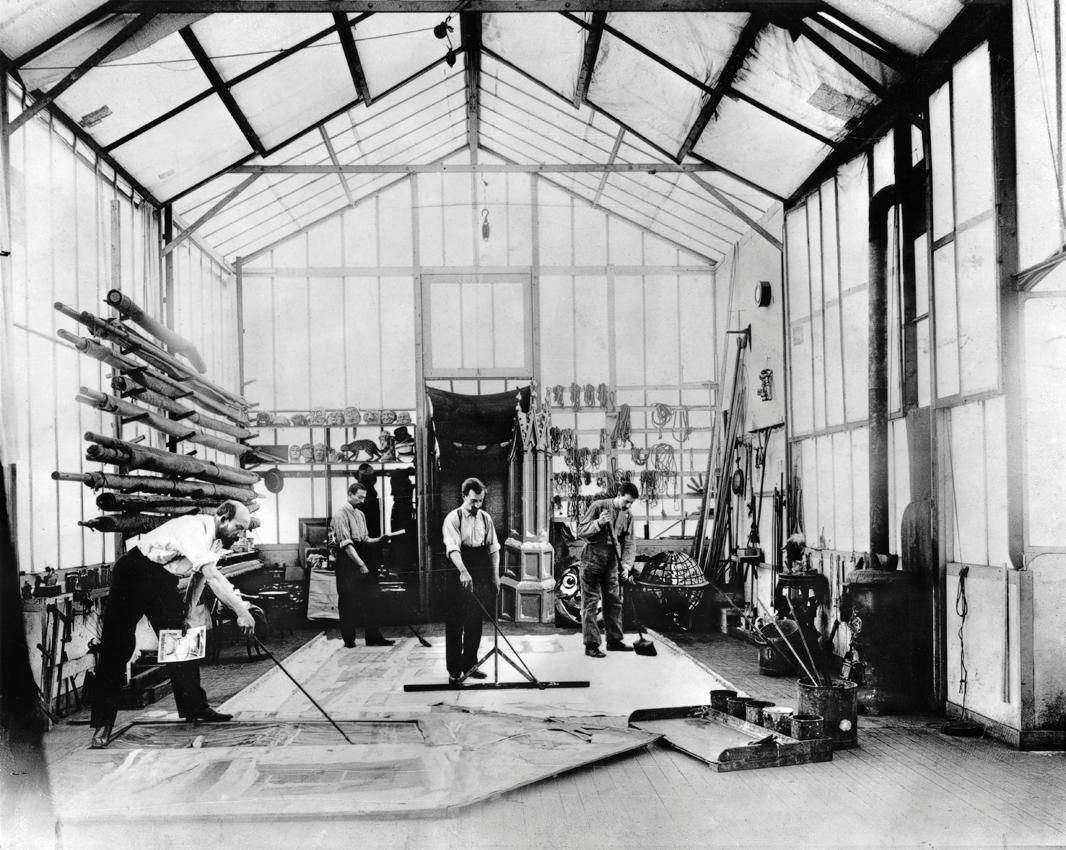
Estudi de Georges Méliès a Montreuil.

L'estudi de Georges Méliès va ser el primer estudi cinematogràfic construït a Europa, segon del món, després del Black Maria a New Jersey, on Edison va filmar les primeres pel·lícules pel seu cinetoscopi.

## Construcció
Quan Méliès va aconseguir la seva primera càmara, es va adonar de seguida dels inconvenients de filmar a l'aire lliure. El vent i la pluja feien malbé els decorats i s'havia d'estar pendent de manera constant de les hores de sol i clima canviant. Fruït d'aquesta situació, Méliès va fer construir un estudi al jardí de la seva finca, aprofitant un hivernacle, a Montreuil-sous-Bois, a prop de París, a la primavera de 1897. A part de protegir-se de situacions adverses, l'hivernacle i la seva estructura de cristall li oferien l'oportunitat de disposar de la major quantitat de llum possible. D'aquesta manera, el rodatge era quelcom continu traduint-se així en una prolífica filmografia.
L'estudi de Georges Méliès era una fusió entre un teatre i un estudi fotogràfic. Posteriorment es va ampliar amb un laboratori on treballaven les pròpies actrius pintant a mà els negatius de les pel·lícules sota la direcció de Madame Thuillier. Al 1905 es va construir un estudi B amb una grua que permetia aixecar objectes i persones, així com una instal·lació elèctrica.

Segons la descripció del propi Méliès:
“L'edifici és de ferro i parets de vidres. En un extrem es troba la càmera i l’operador mentre que en l’altre s'ha construït un entarimat exactament igual que el de l'escenari d’un teatre, dividit en rampilles, riells i escotadures. Naturalment, a ambdós costats de l'escenari estan els bastidors, magatzems i decorats, i darrere els vestidors per als artistes.
L'escenari té un fals terra, amb un joc d’escotilles i rampilles necessàries per fer aparèixer i desaparèixer a les divinitats infernals en les féeries, riells per la sortida dels travellings en els canvis de vista, mentre que en l’altell hi ha una tramoia amb cabestrant imprescindibles per les maniobres que requereixen major esforç (personatges o carros volants, vols oblics per als àngels, fades i nadadores, etc.)
Politges especials serveixen per la manipulació dels telons de fons. En suma, encara que en proporcions reduïdes, es una reproducció bastant fidel del teatre de féeries. L'escenari te 10 metres d’ample mes 3 metres de bastidors a dreta i esquerra. La distància entre el prosceni i la cambra és de 17 metres. Dins hi ha l’utillatge per la construcció d’escenaris de fusta, etc., i una sèrie de magatzems per als materials de construcció, accessoris i vestuari.”
El plantejament de Méliès era totalment teatral però el seu ús era decididament cinematogràfic. Fins al 1906 Méliès es va veure obligat a utilitzar la llum solar degut a les imperfeccions de les instal·lacions elèctriques. Les parts de cristall de l’hivernacle permetien l’ús d’aquesta llum solar, però s'havia d’evitar que el sol projectés les ombres de l'estructura sobre l'escenari, per la qual cosa, Méliès va desenvolupar un sistema de pantalles de paper transparent que es podien fer córrer en el cas de ser necessari i transformar la llum directa en difusa perquè no formés ombres.

## Decadència
Segons la pròpia confessió de Méliès, treballava des de les set del matí fins a les set o vuit de la nit, durant vint anys, sacrificant fins i tot la vida familiar. Entre 1896 i 1912, Méliès va arribar a rodar més de 500 cintes de ficció.
Com que Méliès treballava com un artesà no podia competir amb les productores que començaven a fer-se grans com Pathé, fins que va haver-ne d’acceptar ajuda financera, posant com a garantia el seu estudi. De 1915 a 1923, Méliès va organitzar nombrosos espectacles en un dels seus estudis cinematogràfics, ara convertit en teatre. Amb l’arribada de la Primera Guerra Mundial i la culminació d'aquesta, l'any 1923 va haver de vendre l'estudi degut als deutes.